# Алекса Поповић
Алекса Поповић (Даниловград, 31. јул 1987) црногорски је кошаркаш. Игра на позицији крила.

## Каријера
Своју каријеру је почео у КК Даниловграду. Од 2007. до 2010. наступао је за Ловћен са Цетиња, а 2010. је прешао у Будућност из Подгорице. Проглашен је за најбољег црногорског кошаркаша у 2012. години. Након пет сезона напустио је Будућност, а у новембру 2015. прелази у Сутјеску. У марту 2016. прелази у Металац до краја сезоне. У сезони 2016/17. био је играч Солнок Олаја. Од 2017. до 2019. је играо поново за Ловћен, а у сезони 2019/20. је наступао за Студентски центар из Подгорице.
Поповић је члан репрезентације Црне Горе, и са њима је играо у квалификацијама за Европско првенство у Словенији 2013. а касније и на самом првенству где је Црна Гора заузела 17. место. Такође је наступао на Светском првенству 2019. у Кини.

## Успеси

### Клупски
- Будућност:
  - Првенство Црне Горе (5): 2010/11, 2011/12, 2012/13, 2013/14, 2014/15.
  - Куп Црне Горе (4): 2011, 2012, 2014, 2015.